# 제20회 일본 참의원 의원 통상선거
제20회 일본 참의원의원 통상선거는 2004년 7월 11일에 시행된 일본 참의원의원의 선거이다.

## 선거 정보

### 투표일
- 2004년 7월 11일

## 선거 결과

### 투표율
- 비례구 - 56.57%

- 남성 : 56.61%
- 여성 : 56.54%

- 지역구 - 56.54%

- 남성 : 56.58%
- 여성 : 56.51%

### 정당별 획득 의석
| 정당명     | 개선 | 비개선 | 합계 |
| ---------- | ---- | ------ | ---- |
| 여당       | 60   | 79     | 139  |
| 자유민주당 | 49   | 66     | 115  |
| 공명당     | 11   | 13     | 24   |
| 야당       | 61   | 42     | 103  |
| 민주당     | 50   | 32     | 82   |
| 일본공산당 | 4    | 5      | 9    |
| 사회민주당 | 2    | 3      | 5    |
| 무소속     | 5    | 2      | 7    |
| 합계       | 121  | 121    | 242  |

### 주요 정당
| - 자유민주당 - 115석 | 총재 고이즈미 준이치로 | 간사장 아베 신조 |

| - 공명당 - 24석 | 대표 간자키 다케노리 | 간사장 후유시바 데쓰조 |

| - 민주당 - 82석 | 대표 오카다 가쓰야 | 간사장 후지이 히로히사 |

| - 일본공산당 - 9석 | 중앙위원회의장 후와 데쓰조 | 간부회 위원장 시이 가즈오 | 서기국장 이치다 다다요시 |

| - 사회민주당 - 8석 | 당수 후쿠시마 미즈호 | 간사장 마타이치 세이지 |